# Хиндушты
Хиндушты (чечен. Хӏиндуштаро) — село в Шаройском районе Чеченской Республики.

## География
Расположен на правом берегу реки Хушелдойэхк, к югу от районного центра Химой.
Ближайшие населённые пункты: на северо-западе — Мальчхиче, Хиндой и Хакмадой, Шарой, на северо-востоке — Гезика Чайры, на юго-западе — Хашелдой, на юго-востоке — Хиндух, на востоке — Нижний Хашелдой.